# إدوارد كريج
إدوارد كريج (بالإنجليزية: Edward Gordon Craig) (و. 1872 – 1966 م) هو ممثل، ومخرج، ورسام توضيحي، من المملكة المتحدة، توفي في فينس، الألب الجبلية، عن عمر يناهز 94 عاماً.

## التعليم
تعلم في كلية بردفيلد ‏.

## جوائز
حصل على جوائز منها:
- نيشان الامبراطورية البريطانية من رتبة ضابط.

## وصلات خارجية
- إدوارد كريج على موقع IMDb (الإنجليزية)
- إدوارد كريج على موقع الموسوعة البريطانية (الإنجليزية)
- إدوارد كريج على موقع مونزينجر (الألمانية)
- إدوارد كريج على موقع قاعدة بيانات برودواي على الإنترنت (الإنجليزية)